# 通信のカテゴリ一覧
Category:通信に関するカテゴリ。
「Category:通信」以下の目次、関連カテゴリなど。
注意:段組・表を使った凝った編集をしないこと（保守性を低下させるため）。

## 関連する一覧・目次
- 通信用語一覧
- 情報・通信・コンピュータ一覧の一覧

## カテゴリの50音順目次
メーカー名、事業者名を含むカテゴリは#通信事業者の目次、#日本の放送事業者の目次、#海外の放送事業者の目次、#通信機器メーカーなど目次を参照。

### 0-9,A-Z
- Category:ARIB - 電波産業会(日本)
- Category:ATMネットワーク - 金融機関のネットワーク、現金自動預け払い機
- Category:gTLD - ジェネリックトップレベルドメイン
- Category:Hypertext Transfer Protocol - HTTP
- Category:IEC - 国際電気標準会議
- Category:IEEE - IEEE
- ISP → Category:インターネットサービスプロバイダ
- Category:ITU - 国際電気通信連合(国際連合の下部組織)、通信規格の標準化と勧告
- Category:P2P - Peer to Peer
- PHS → Category:携帯電話 (PHS)
- Category:PHS端末
- Category:RFC - Request for Comments
- Category:W3C勧告 - WWW の通信規格などの勧告
- Category:World Wide Web - WWW

### あ行
あ
- Category:アマチュア無線 - アマチュア無線
- Category:暗号 - 暗号
- Category:暗号技術
- Category:アンテナ - アンテナ

い
- Category:委託放送事業者 - 委託放送事業者
- Category:インターネット - インターネット
- Category:インターネットガバナンス - インターネットガバナンス
- Category:インターネット技術
- Category:インターネットサービス
- Category:インターネットサービスプロバイダ - インターネットサービスプロバイダ(ISP)
- Category:インターネットセキュリティ
- Category:インターネット接続
- Category:インターネット標準 - インターネット標準
- Category:インターネットのプロトコル - インターネットの通信規格
- Category:インターネットの文化
- Category:インターネットの歴史
- Category:インターネットテレビ - インターネットテレビ
- Category:インターネットラジオ - インターネットラジオ
- Category:インタフェース - インタフェース
- Category:インタフェース規格

う
- Category:ウェブアプリケーション - ウェブアプリケーション
- Category:Webオーサリングソフト - Webオーサリングツール
- Category:ウェブサイト - ウェブサイト
- Category:Webサーバ - Webサーバ
- Category:ウェブディレクトリ - ウェブディレクトリ
- Category:ウェブブラウザ - ウェブブラウザ

え
- Category:衛星放送 - 衛星放送
- Category:衛星役務利用放送事業者
- Category:映像技術

お
- Category:音楽配信 - 音楽配信

### か行
か
- Category:学校放送 - 学校放送、学校向けの教育番組

き
- Category:キー配列 - キー配列
- Category:切手

く
- 空中線 → Category:アンテナ
- Category:国別コードトップレベルドメイン

け
- Category:携帯情報端末 (PDA) - 携帯情報端末やスマートフォン
- Category:携帯電話 - 携帯電話
- Category:携帯電話 (PHS) - PHS(Personal Handy-phone System)
- Category:携帯電話アプリ
- Category:携帯電話ウェブゲーム - 携帯電話ゲーム
- Category:携帯電話事業者 - 携帯電話・PHSの事業者一覧
- Category:携帯電話端末 - 携帯電話の機種・製品
- Category:携帯電話の新製品
- Category:携帯電話の通信規格
- Category:携帯電話の料金システム
- Category:携帯電話ブラウジング
- Category:携帯電話メーカー
- Category:ケーブルテレビ - ケーブルテレビ
- Category:検索エンジン - 検索エンジン、検索エンジンの一覧

こ
- Category:工業規格 - 工業規格。ISOやJISなど
- Category:公共放送 - 公共放送。民間放送に対する国営放送など。日本ではNHK
- Category:国際放送 - 国際放送
- Category:国際ローミング - 携帯電話のローミング
- Category:国際ローミング対応機種
- Category:コンテンツ管理システム - コンテンツ管理システム
- Category:コンピュータネットワーク - コンピュータネットワーク
- Category:コンピュータのデータ - データ、各種ファイルフォーマットなど
- Category:コンピュータの利用

### さ行
さ
- Category:サーバ - サーバ
- Category:サーバ (ハードウェア)

し
- Category:試験放送 - 試験放送
- Category:周波数 - 周波数
- Category:周波数帯 - 電波の周波数による分類
- Category:周波数の単位 - キロヘルツ、メガヘルツなど
- Category:情報システム
- Category:情報通信業
- Category:情報理論 - 情報理論
- Category:信号ケーブル
- Category:信号処理 - 信号処理

す
- Category:スマートフォン

せ
- Category:セキュリティ技術
- Category:セキュリティソフト

そ
- Category:総務省 - 総務省(日本)、通信や郵便を管轄

### た行
た
ち
つ
- Category:通信 - 通信
- Category:通信衛星 - 人工衛星のうち通信衛星に関する。
- Category:通信機器
- Category:通信工学 - 通信工学
- Category:通信に関する制度
- Category:通信プロトコル - 通信プロトコル。通信の規格。

て
- Category:データ圧縮 - データ圧縮。伝送路符号化、音声や映像の圧縮など。
- Category:データ放送 - データ放送
- Category:テレビ - 放送システム、テレビ番組、受信機など全般
- Category:テレビ技術会社
- Category:テレビ局 - テレビジョン放送局
- Category:テレビ受像機 - テレビ受像機
- Category:テレビ制作会社
- Category:テレビ番組 - テレビ番組
- Category:テレビ美術会社
- Category:電気通信
- Category:電気通信事業 - 電気通信事業、電気通信事業法
- Category:電気通信事業者 - 電気通信事業者。企業名、会社名。
- Category:電子掲示板
- Category:電子決済
- Category:電子商取引
- Category:電磁波
- Category:電子マネー
- Category:電子メール
- Category:電子メールのプロトコル
- Category:電力系通信事業者
- Category:電話 - 電話
- Category:電話機

と
- Category:動画配信
- Category:ドメイン名 - インターネットのホスト名

### な行
な
に
- Category:日本のイベント放送局
- Category:日本のインターネットサービスプロバイダ
- Category:日本のAMラジオ局
- Category:日本のFMラジオ局
- Category:日本の携帯電話事業者
- Category:日本のケーブルテレビ局
- Category:日本のケーブルテレビ局 (都道府県別)
- Category:日本の情報・通信業
- Category:日本の短波ラジオ局
- Category:日本のテレビ局
- Category:日本の電気通信事業者
- Category:日本の放送
- Category:日本の放送事業者
- Category:日本の民放ネットワーク
- Category:日本の郵便局
- Category:日本のラジオ局

ぬ
ね
- Category:ネットワーク技術
- Category:ネットワークソフト

の
- Category:ノイズ - ノイズ、信号処理

### は行
は
- Category:パソコン通信 - パソコン通信
- Category:ハッシュ関数

ひ
- Category:PHS端末
- Category:標準化団体 - 通信規格の策定や勧告を行う団体。標準化団体、標準化団体 (コンピュータと通信)

ふ
- Category:ファイルフォーマット - コンピュータのデータファイルのフォーマット
- Category:符号理論 - 符号理論
- Category:ブログソフト
- Category:分散処理 - 分散コンピューティング
- Category:文書

へ
ほ
- Category:放送 - 放送
- Category:放送局 - 放送局
- Category:放送局の設備
- Category:放送に関する制度
- Category:放送の視聴
- Category:放送番組 - テレビ番組、ラジオ番組など

### ま行
ま
み
む
- Category:無線 - 無線、電波技術
- Category:無線従事者

め
も
- Category:文字コード - 文字コード
- Category:モバイルネットワーク

### や行
や
ゆ
- Category:有線通信
- Category:有線役務利用放送事業者
- Category:郵便 - 郵便
- Category:郵便会社
- Category:ユビキタスコンピューティング

よ

### ら行
ら
- Category:ラジオ - ラジオ
- Category:ラジオ局 - ラジオ放送局
- Category:ラジオ制作会社
- Category:ラジオ番組 - ラジオ番組
- Category:乱数

り
- Category:臨時災害放送局

れ
- Category:レーダー

## 通信事業者の目次
あ行
- Category:PHS (アステル)
- Category:PHS端末 (アステル)
- Category:PHS (ウィルコム)
- Category:PHS端末 (ウィルコム)
- Category:携帯電話 (au)
- Category:NTTグループ
- Category:PHS (NTTドコモ)
- Category:携帯電話 (NTTドコモ)
- Category:PHS端末 (NTTドコモ)

か行
- Category:KDDI

さ行
- Category:ソフトバンクグループ
- Category:携帯電話 (ソフトバンク)

## 日本の放送事業者の目次
Category:日本のテレビ局、Category:日本のラジオ局も参照。
0-9,A-Z
- Category:ANN - テレビ朝日系列
- Category:BS-TBS
- Category:BS朝日
- Category:BSテレビ東京
- Category:BS日テレ
- Category:BSフジ
- Category:CBCテレビ
- Category:CBCラジオ
- Category:CROSS FM
- Category:FM802
- Category:IBC岩手放送
- Category:InterFM
- Category:J-WAVE
- Category:J:COM
- Category:JCN
- Category:JFL
- Category:JFN - 全国FM放送協議会
- Category:JNN - TBS系列
- Category:JRN
- Category:MegaNet
- Category:NORTH WAVE
- Category:NRN
- Category:RKB毎日放送
- Category:STVラジオ
- Category:TBSテレビ
- Category:TBSラジオ
- Category:TOKYO MX
- Category:TVQ九州放送
- Category:TXN - テレビ東京系列
- Category:USEN - Category:GyaO
- Category:WOWOW
- Category:ZIP-FM

あ行
- Category:あいテレビ
- Category:青森朝日放送
- Category:青森テレビ
- Category:青森放送
- Category:秋田朝日放送
- Category:秋田テレビ
- Category:秋田放送
- Category:朝日放送テレビ
- Category:朝日放送ラジオ
- Category:石川テレビ放送
- Category:LuckyFM茨城放送
- Category:岩手朝日テレビ
- Category:岩手めんこいテレビ
- Category:愛媛朝日テレビ
- Category:エフエム愛知
- Category:エフエム青森
- Category:エフエム石川
- Category:エフエム大分
- Category:エフエム大阪
- Category:エフエム沖縄
- Category:エフエム熊本
- Category:エフエム滋賀
- Category:エフエム東京
- Category:エフエムナックファイブ
- Category:エフエム福岡
- Category:エフエム富士
- Category:エフエム北海道
- Category:大分放送
- Category:大分朝日放送
- Category:岡山放送
- Category:沖縄テレビ放送

か行
- Category:鹿児島テレビ放送
- Category:鹿児島放送
- Category:鹿児島讀賣テレビ
- Category:関西テレビ放送
- Category:岐阜放送
- Category:関東地方のコミュニティ放送局
- Category:九州朝日放送
- Category:九州地方のコミュニティ放送局
- Category:京都放送
- Category:近畿地方のコミュニティ放送局
- Category:熊本朝日放送
- Category:熊本県民テレビ
- Category:熊本放送
- Category:群馬テレビ
- Category:高知さんさんテレビ
- Category:高知放送

さ行
- Category:サガテレビ
- Category:さくらんぼテレビジョン
- Category:札幌テレビ放送
- Category:山陰放送
- Category:山陰中央テレビジョン放送
- Category:サンテレビジョン
- Category:山陽放送
- Category:四国放送
- Category:静岡朝日テレビ
- Category:静岡エフエム放送
- Category:静岡第一テレビ
- Category:静岡放送
- Category:信越放送
- Category:瀬戸内海放送
- Category:全国独立放送協議会
- Category:仙台放送

た行
- Category:千葉テレビ放送
- Category:中京テレビ放送
- Category:中国・四国地方のコミュニティ放送局
- Category:中国放送
- Category:中部地方のコミュニティ放送局
- Category:チューリップテレビ
- Category:テレビ愛知
- Category:テレビ朝日
- Category:テレビ岩手
- Category:テレビ愛媛
- Category:テレビ大分
- Category:テレビ大阪
- Category:テレビ埼玉
- Category:テレビ神奈川
- Category:テレビ金沢
- Category:テレビ熊本
- Category:テレビ高知
- Category:テレビ静岡
- Category:テレビ信州
- Category:テレビ新広島
- Category:テレビせとうち
- Category:テレビ東京
- Category:テレビ長崎
- Category:テレビ新潟放送網
- Category:テレビ西日本
- Category:テレビ北海道
- Category:テレビ宮崎
- Category:テレビユー福島
- Category:テレビユー山形
- Category:東海地方のコミュニティ放送局
- Category:東海テレビ放送
- Category:東海ラジオ放送
- Category:東北放送
- Category:東北地方のコミュニティ放送局
- Category:とちぎテレビ
- Category:栃木放送
- Category:富山テレビ放送

な行
- Category:長崎国際テレビ
- Category:長崎放送
- Category:長崎文化放送
- Category:長野放送
- Category:長野朝日放送
- Category:長野エフエム放送
- Category:名古屋テレビ放送
- Category:奈良テレビ放送
- Category:南海放送
- Category:新潟放送
- Category:新潟県民エフエム放送
- Category:新潟県民テレビ
- Category:新潟テレビ21
- Category:西日本放送
- Category:ニッポン放送
- Category:日本海テレビジョン放送
- Category:日本テレビ放送網
- Category:日本テレビ系列
- Category:日本のイベント放送局
- Category:日本のAMラジオ局
- Category:日本のFMラジオ局
- Category:日本のケーブルテレビ局
- Category:日本のケーブルテレビ局 (都道府県別)
- Category:日本のコミュニティ放送局
- Category:日本の短波ラジオ局
- Category:日本のテレビ局
- Category:日本の放送事業者
- Category:日本のミニFM放送局
- Category:日本の民放ネットワーク
- Category:日本のラジオ局
- Category:日本放送協会 - NHK
- Category:日本放送協会の放送局

は行
- Category:東日本放送
- Category:ビック東海
- Category:兵庫エフエム放送
- Category:広島エフエム放送
- Category:広島テレビ放送
- Category:広島ホームテレビ
- Category:びわ湖放送
- Category:福井テレビジョン放送
- Category:福井放送
- Category:福岡放送
- Category:福島中央テレビ
- Category:福島テレビ
- Category:福島放送
- Category:フジテレビジョン
- Category:フジテレビ系列
- Category:文化放送
- Category:ベイエフエム
- Category:北陸朝日放送
- Category:北陸放送
- Category:北海道地方のコミュニティ放送局
- Category:北海道放送
- Category:北海道テレビ放送
- Category:北海道文化放送

ま行
- Category:毎日放送
- Category:南日本放送
- Category:宮城テレビ放送
- Category:宮崎放送

や行
- Category:山形放送
- Category:山形テレビ
- Category:山口放送
- Category:山口朝日放送
- Category:山梨放送
- Category:横浜エフエム放送
- Category:讀賣テレビ放送

ら行
- Category:ラジオ大阪
- Category:ラジオ沖縄
- Category:ラジオ関西
- Category:ラジオNIKKEI
- Category:ラジオ日本
- Category:ラジオ福島
- Category:琉球朝日放送
- Category:琉球放送

わ行
- Category:和歌山放送

## 世界各国の放送事業者の目次
Category:ラジオ局も参照。
- Category:ABC - アメリカ
- Category:CBS - アメリカ
- Category:CNN - アメリカ
- Category:FOX - アメリカ
- Category:HBO - アメリカ
- Category:NBC - アメリカ
- Category:アメリカ合衆国のテレビ局
- Category:イギリスのテレビ局
- Category:英国放送協会 - イギリス
- Category:オーストラリアのテレビ局
- Category:韓国のテレビ局
- Category:韓国放送公社 - 韓国
- Category:台湾のテレビ局
- Category:ディスカバリーチャンネル - アメリカ

## 通信機器メーカーなど目次
か行
- Category:携帯電話端末 (カシオ計算機)
- Category:携帯電話端末 (京セラ)

さ行
- Category:三洋電機 - Category:携帯電話端末 (三洋電機)
- Category:シャープ - Category:携帯電話端末 (シャープ)
- Category:ソニー・エリクソン - Category:携帯電話端末 (ソニー・エリクソン・モバイルコミュニケーションズ)

た行
- Category:東芝 - Category:携帯電話端末 (東芝)

な行
- Category:日本電気 - Category:携帯電話端末 (日本電気)
- Category:ノキア - Category:携帯電話端末 (ノキア)

は行
- Category:日立製作所 - Category:携帯電話端末 (日立製作所)
- Category:富士通 - Category:携帯電話端末 (富士通)

ま行
- Category:パナソニックグループ - Category:携帯電話端末 (パナソニック モバイルコミュニケーションズ)
- Category:三菱電機 - Category:携帯電話端末 (三菱電機)
- Category:携帯電話端末 (モトローラ)

## 分野別主要カテゴリ
主要な分野のカテゴリをツリー形式で示す。
細部のツリー表示にはJavaScript が必要です。JavaScript が off の環境では1階層下のカテゴリのみ表示され、下位のカテゴリのツリーを展開する表示が行なえません。
また、モバイルブラウザなど使用環境によってはうまく表示できない場合があります。
Category:通信
Category:電気通信
Category:携帯電話
Category:放送
Category:インターネット